# Tapeba
I Tapeba (o anche Tabeba) sono un gruppo etnico del Brasile che ha una popolazione stimata in circa 2.491 individui (1999). Parlano la lingua portoghese e sono principalmente di fede animista.
Vivono nello stato brasiliano del Ceará, nella città di Caucaia, nei pressi del fiume Ceará. La vecchia lingua Tapeba è considerata una lingua estinta.